# Phanaeus alvarengai
Phanaeus alvarengai är en skalbaggsart som beskrevs av Arnaud 1984. Phanaeus alvarengai ingår i släktet Phanaeus och familjen bladhorningar. Inga underarter finns listade i Catalogue of Life.